# Rachel Shelley
Rachel Shelley (* 25. srpna 1969, Swindon, Wiltshire, Anglie, Spojené království) je britská herečka a modelka.

## Životopis
Shelley se narodila ve Swindonu v Anglii. Vyrůstala v Londýně, kam se přestěhovala ze Swindonu, když jí byl jeden rok. Promovala na univerzitě ve městě Sheffield, kde získala bakalářský titul. Společně se čtyřmi přáteli z univerzity založila The Crowded Theatre v Sheffieldu, které fungovalo jeden rok.

## Kariéra
Shelley je pravděpodobně nejvíce známa díky roli Heleny Peabody v seriálu stanice Showtime Láska je Láska. Mimo jiných rolí ztvárnila také roli Elizabeth Russell v bollywoodském filmu nominovaném na Oscara Lagaan z roku 2001. V roce 1997 hrála ve filmu Photographing Fairies. Momentálně působí v populárním lékařském seriálu stanice BBC Casualty.
Mimo herectví se věnuje i psaní článků pro noviny The Guardian.

## Osobní život
Shelley momentálně žije v Notting Hillu se svým partnerem scenáristou a režisérem Matthewem Parkhillem. Dne 8. září 2009 se jim narodila dcera Eden.

## Filmografie

### Film
| Rok  | Název                            | Role               | Poznámky            |
| ---- | -------------------------------- | ------------------ | ------------------- |
| 1994 | Broken Heart                     | Isabel             | Krátkometrážní film |
| 1997 | Fotograf mrtvých duší            | Anne-Marie Castle  |                     |
| 1999 | B.U.S.T.E.D                      | Clare              |                     |
| 1999 | Lighthouse                       | Dr. Kirsty McCloud |                     |
| 2000 | Canone inverso – milostný příběh | Matka Jenoa        |                     |
| 2000 | Uctívači temnot                  | Shelly Woodcock    |                     |
| 2001 | Lagaan – tenkrát v Indii         | Elizabeth Russell  |                     |
| 2003 | Mrtví pouště                     | Mikki              |                     |
| 2004 | Seeing Other People              | Lauren             |                     |
| 2006 | Ta záležitost s Gray             | Julia Barlett      |                     |
| 2008 | Děti                             | Chloe              |                     |

### Televize
| Rok       | Název                            | Role                         | Poznámky                      |
| --------- | -------------------------------- | ---------------------------- | ----------------------------- |
| 1994      | Tajný agent Royce                | Alana Maxwell                | TV film                       |
| 1997      | The New Adventures of Robin Hood | Boadicea                     | 2 díly                        |
| 1997      | Wycliffe                         | Sarah                        | díl: „Dance of the Scorpions“ |
| 1997      | Štěnice                          | Jenna Spinks                 | díl: „Renegades“              |
| 1997      | Highlander: The Series           | Sophie Baines                | díl: „Avatar“                 |
| 1998      | The Bill                         | Maggie Hamilton              | díl: „For Your Love“          |
| 2001      | Baddiel's Syndrome               | Marcia                       | 2 díly                        |
| 2001      | Jack a stonek fazole             | Harmonia                     | TV film                       |
| 2002      | Heartbeat                        | Sue Dixon, aka Denise Hurley | díl: „Sympathy for the Devil“ |
| 2002      | The American Embassy             | Mandy                        | díl: „Long Live the King“     |
| 2002      | Párování                         | Samantha                     | díl: „Remember This“          |
| 2002      | Cruise of the Gods               | Yasmina                      | TV film                       |
| 2002      | The Dinosaur Hunters             | Mary Mantell                 | TV film                       |
| 2003      | Perlivý kyanid                   | Rosemary Barton              | TV film                       |
| 2003      | Miss Match                       | Rebecca Hanley               | díl: „Something Nervy“        |
| 2003      | Licensed by Royalty              | Linda Kubrick                | TV seriál                     |
| 2005–2009 | Láska je Láska                   | Helena Peabody               | hlavní role, 54 dílů          |
| 2006–2008 | Posel ztracených duší            | Kate Payne                   | 4 díly                        |
| 2008      | Under                            | Det. Underhill               | TV film                       |
| 2011      | Epizody                          | Kendra                       | díl: „Four“                   |
| 2011      | Protiúder                        | Maggie                       | 2 díly                        |
| 2012–2013 | Casualty                         | Supt Yvonne Rippon           | vedlejší role, 10 dílů        |
| 2012–2016 | Bylo, nebylo                     | Milah                        | 3 díly                        |
| 2013      | Toast of London                  | poručík Scott-Gorham         | díl: „Submission“             |
| 2013–2014 | Darebák                          | Shelley Morrison             | vedlejší role, 7 dílů         |
| 2014      | Grantchester                     | Pamela Morton                | díl: „Episode 1“              |
| 2017–2018 | Different for Girls              | Brooke                       | vedlejší role, 5 dílů         |
| 2018      | Deep State                       | Elliot Taylor                | vedlejší role, 6 dílů         |